# A45 (Frankrijk)
De A45 was een geplande autosnelweg in Frankrijk, die de A72 ten noorden van Saint-Étienne met de A450 in de westelijke agglomeratie van Lyon met elkaar moest gaan verbinden. De A45 zou daarbij grotendeels de functie van de A47 overnemen. De opening van de nieuwe tolweg stond gepland voor 2018, maar na vertragingen werd in oktober 2018 gemeld dat het project geannuleerd werd. Het ontbrak het complexe project aan een consensus. Als belangrijkste tegenargumenten werden genoemd: het verlies aan landbouwgrond, de milieu-impact en de afwezigheid van een westelijke omleiding rond Lyon waarop de A45 zou moeten aansluiten (de A450 zou al het verkeer immers naar het centrum van de stad brengen).